# Irische Badmintonmeisterschaft 1995
Die Irische Badmintonmeisterschaft 1995 fand Anfang Februar 1995 in Lisburn statt.

## Finalergebnisse
| Disziplin    | Sieger                        | Finalist                         | Ergebnis        |
| ------------ | ----------------------------- | -------------------------------- | --------------- |
| Herreneinzel | Bruce Topping                 | Jim Colfer                       | 2-0             |
| Dameneinzel  | Sian Williams                 | Pamela Peard                     | 11-3, 11-7      |
| Herrendoppel | Bruce Topping Michael O’Meara |                                  | 15-8, 15-8      |
| Damendoppel  | Ann Stephens Jayne Plunkett   | Elaine Kiely Caroline O’Sullivan |                 |
| Mixed        | Bruce Topping Ann Stephens    | Michael O’Meara Holly Connolly   | 15-18, 1-0, 1-0 |